# Готопутовське сільське поселення
Готопу́товське сільське поселення (рос. Готопутовское сельское поселение) — муніципальне утворення у складі Сорокинського району Тюменської області, Росія.
Адміністративний центр — село Готопутово.

## Населення
Населення — 1145 осіб (2020; 1203 у 2018, 1391 у 2010, 1793 у 2002).

## Склад
До складу поселення входять такі населені пункти:
| Населений пункт      | Населення, осіб (2002) | Населення, осіб (2010) |
| -------------------- | ---------------------- | ---------------------- |
| Бунькова, присілок   | 108                    | 77                     |
| Готопутово, село     | 880                    | 737                    |
| Желніна, присілок    | 190                    | 146                    |
| Жидоусово, село      | 326                    | 206                    |
| Леб'яже, присілок    | 66                     | 44                     |
| Тиханіха, присілок   | 113                    | 85                     |
| Черемшанка, присілок | 110                    | 96                     |